# Исси
Исси (яп. イッシー Исси) — монстр из японской городской легенды, живущий в озере Икеда на острове Кюсю и по внешнему виду похожий на динозавра-завропода. Название образовано по аналогии с «Несси» (названием монстра, живущего в шотландском озере Лох-Несс).

## Мифология
Согласно легенде, на берегу озера Икеда некогда жила белая кобылица вместе со своим маленьким жеребёнком. Но жеребёнок был похищен самураем, и, не найдя его, мать бросилась в озеро. Отчаяние её было столь велико, что превратило её в гигантского ящероподобного монстра, который с тех времён регулярно выплывает на поверхность воды, всё ещё пытаясь разыскать того жеребёнка. Японцы верят, что этот монстр способен принести несчастье, и по этой причине некоторые из них запрещают своим детям играть на берегу озера.

## Сообщения о встречах
Утверждается, что появлению Исси на поверхности обычно предшествует появление водоворота в центре озера. Именно водоворот привлёк в декабре 1978 года внимание японца Тосиаки Мацухары, сделавшего первые известные фотографии Исси. На снимках Мацухары видны горбы, возвышающиеся над поверхностью воды, хотя цельной картины живого существа они не представляют.
В 1991 году другой посетитель загадочного озера во время поисков сделал видеозапись, на которой якобы запечатлел водного монстра странного вида, длина которого была оценена в 10 метров. Видеозапись 1991 года была продемонстрирована в программе Nippon Television «Загадочные явления в мире».
Департамент туризма города Ибусуки, в целях популяризации региона назначивший за качественные снимки чудовища премию в размере 100 тысяч иен, выплатил её ретроактивно Мацухаре. После этого о встрече с монстром в сентябре 1978 года сообщил другой японец — Юката Кавадзи. По его словам, его дети, а затем и он сам, видели скользившие по озеру чёрные горбы длиной до 5 метров каждый, выступавшие из воды более чем на полметра.

## Альтернативные версии
Озеро Икеда пополняется за счёт атмосферных осадков и находится значительно выше уровня моря, с которым не сообщается; в него также не впадает ни одна река. Таким образом, гипотетический монстр не мог попасть в озеро из океана. Основная масса сообщений об Исси приходится на 1991 год, когда была сделана видеозапись. К этому моменту, однако, озеро Икеда уже было местом разведения крупных (до 2 м в длину) малайских угрей, которых выращивали на продажу. Поэтому была предложена альтернативная гипотеза, согласно которой Исси — просто особо крупный угорь или даже цепочка угрей, плывущих один за другим. Противники версии, однако, возражают, что вереница двухметровых угрей недостаточно похожа на десятиметрового монстра. Другой возможный кандидат — крупная каймановая черепаха, также наблюдавшаяся в озере Икеда, — тоже слишком мал, чтобы его можно было принять за горб пятиметровой длины.

## В популярной культуре
В фильме «Годзилла, Мотра, Кинг Гидора: Монстры атакуют» выясняется, что Исси — это личинка Мотры в период перед превращением во взрослую особь.